# Драгану-Олтени (Арђеш)
Драгану-Олтени (рум. Drăganu-Olteni) насеље је у Румунији у округу Арђеш. Oпштина се налази на надморској висини од 378 m.

## Становништво
Према подацима из 2002. године у насељу је живело 601 становника, од којих су сви румунске националности.